# Bellamy (film)
Pour les articles homonymes, voir Bellamy.
Pour plus de détails, voir Fiche technique et Distribution.
Bellamy est un film français réalisé par Claude Chabrol et sorti en 2009. 
Dernier film de Claude Chabrol, c'est également la seule collaboration du cinéaste avec Gérard Depardieu.

## Synopsis
Comme chaque année, le commissaire parisien Paul Bellamy (Gérard Depardieu) vient passer ses vacances à Nîmes, dans la maison familiale de Françoise (Marie Bunel), son épouse. Celle-ci ne rêve que de voyages autour du monde, mais lui déteste ça. Cette année, le hasard lui fait croiser le chemin de son demi-frère, Jacques (Clovis Cornillac), aventurier à la petite semaine porté sur la bouteille, et d'un inconnu aux abois qui réclame sa protection. L'homme, un quadragénaire du nom de Noël Gentil (Jacques Gamblin), craint d'avoir tué quelqu'un. Il se terre dans un motel des faubourgs gardois. Jacques, de son côté, veut une fois de plus emprunter de l'argent à Paul pour monter un improbable projet. Voilà Paul coincé à Nîmes pour un moment.

## Fiche technique
- Titre original : Bellamy
- Réalisation : Claude Chabrol
- Assistants réalisateurs : 1) Cécile Maistre / 2) Vincent Guilleminet, Constance Meyer / 3) César Chabrol
- Scénario : Claude Chabrol, Odile Barski
- Scripte : Aurore Chabrol
- Décors : Françoise Benoît-Fresco
- Costumes : Mic Cheminal
- Directeur de la photographie : Eduardo Serra
- Cadreur : Michel Thiriet
- Photographe de plateau : Moune Jamet
- Son : Éric Devulder / Mixage : Thierry Lebon
- Montage : Monique Fardoulis
- Musique originale : Matthieu Chabrol, orchestrée et dirigée par Laurent Petitgirard
- Musique utilisée: Georges Brassens, Tchaikovsky (6e symphonie Pathétique), Edward Elgar (concerto pour violoncelle)
- Producteur délégué : Patrick Godeau
- Productrice exécutive : Françoise Galfré
- Directeur de production : Jean-Louis Nieuwbourg
- Producteurs : Gérard Depardieu et Patrick Godeau
- Sociétés de production : Alicéleo, France 2 Cinéma et DD Productions, avec le soutien de la région Languedoc-Roussillon
- Société de distribution : TFM Distribution
- Pays d'origine :  France
- Langue originale : français
- Format : couleur — 35 mm — 1,85:1
- Son : Dolby SRD
- Dates de tournage : du 21 avril 2008 à juin 2008
- Genre : policier, thriller
- Durée : 110 minutes
- Dates de sortie : 
  - Allemagne : 8 février 2009 (Festival de Berlin)
  - France : 25 février 2009

## Distribution
- Gérard Depardieu : le commissaire Paul Bellamy, qui séjourne à Nîmes dans la maison de famille de sa femme
- Jacques Gamblin : Noël Gentil, un alias de Leullet / Émile Leullet, un escroc aux assurances / Denis Leprince, le sdf
- Clovis Cornillac : Jacques Lebas, un aventurier à la petite semaine alcoolique, le demi-frère de Bellamy
- Marie Bunel : Françoise Bellamy, la femme de Paul, qui rêve de croisières au bout du monde alors qu'il déteste voyager
- Vahina Giocante : Nadia Sancho, la pédicure
- Rodolphe Pauly : Maître Jean-Philippe Métrail, l'avocat de Leullet
- Adrienne Pauly : Claire Bonheur, l'ex-compagne du disparu
- Marie Matheron : Madame Leullet
- Dominique Ratonnat : le médecin
- Yves Verhoeven : Alain, un dentiste ami de Paul
- Henri Cohen : le président du tribunal
- Thomas Chabrol : le type au tribunal
- Bruno Abraham-Kremer : Bernard
- Maxence Aubenas : Gilles
- Anne Maureau : la journaliste TV
- Thierry Calas : le médecin-légiste
- Mauricette Pierre : Madame Chantemerle
- Jean-Claude Dumas : le chauffeur de taxi
- Matthieu Penchinat : Jojo
- Claire Louis : une serveuse
- le chien Vitchy du Palais des Papes

## Accueil
« Il n’y aurait plus tellement de sens, alors, à user cette fois-ci de la distinction usuelle entre grand et petit Chabrol - Cérémonie ici, Demoiselle d’honneur là, pour s’en tenir à des exemples récents. Car la nouveauté de Bellamy est d’abord qu’il se donne absolument pour ce qu’il est : un texte, un film. Un entrelacs de significations solidaires. Un jeu de société. Sa mesure n’est pas externe, calculable à l’aune d’une œuvre, d’une réussite précédente, d’un sujet ou d’un état du cinéma. Elle ne se construit qu’à partir des références que le film manie pour lui-même. Ce qu’on y gagne est considérable. »

— Emmanuel Burdeau, Cahiers du cinéma n° 643, mars 2009

« Bellamy est un film faussement débonnaire. Alors que le moteur policier de l'intrigue s'effiloche, se mettent en place les composantes d'une vision qui dépasse les triviaux enjeux du genre criminel. Au fil de l'enquête apparaissent les détails de l'escroquerie, le projet de fuite avec une maîtresse, la mise en place de subterfuges à coups d'opérations de chirurgie esthétique et de déguisements, destinés à faciliter sa disparition et son remplacement par un double. »

— Jean-François Rauger, Le Monde, 3 mars 2009

« Autant dire que le film réserve des replis inattendus. Il est truffé de clins d'œil (à Truffaut, Maupassant…) et d'hommages (notamment à Brassens). Les huîtres chaudes, la pintade, les arènes de Nîmes et le monument qu'est Depardieu lui-même pourraient faire croire à une balade patrimoniale un peu pépère. Apparence trompeuse. Entamé un peu mollement comme une série B genre Poulet au vinaigre, Bellamy s'achève froidement comme un film noir à la Duvivier, rongé par la culpabilité et le dégoût de soi. »

— Jacques Morice, Télérama, 25 février 2009

« Qu’y a-t-il à décoder dans Bellamy ? Tout, bien sûr, d’où l’extraordinaire plaisir intellectuel qu’on prend devant ce film. Ce plaisir se redouble à voir une enquête se mener, et se change en violente émotion quand on comprend que cette enquête en cachait une autre. Quand les investigations de Bellamy se terminent, qu’il n’y a plus que des « chambres vides » à explorer, on le voit alors qui fond lentement, incapable de continuer à faire semblant d’être un flic efficace, débonnaire et bienheureux, incapable de continuer à cacher la figure de son frère derrière cette façade. Sa tristesse et son manque remontent à la surface, et c’est un tout petit garçon qui demande de la lumière dans le grand lit, et se réfugie du côté du grille-pain pour ne pas entendre la mauvaise nouvelle fondre sur lui comme la vérité. »

— Mehdi Benallal, Foco, 2012

« Sans réelle conviction, obstrué par la présence imposante de Depardieu (...) on cherche un sens à la mise en scène atone et à l'interprétation désinvestie, avant de capituler (...). »

— Gilles Renault, L’Humanité

« Bellamy déçoit. Si Depardieu campe un énième flic désabusé, Chabrol s'emmêle dans ses histoires de faux-semblants. »

— Rania Hoballah, Métro

## Autour du film
- Bellamy est le dernier long-métrage du réalisateur Claude Chabrol.
- Le film s'inspire de l'affaire Yves Dandonneau[5].
- Le film est parti sur l'envie pour Claude Chabrol et Gérard Depardieu de tourner ensemble, plusieurs fois en vacances à Nîmes, ils ont donc décidé de tourner un film dans cette ville, romaine et contemporaine à la fois[6].
- Le film a été en grande partie tourné à Nîmes au printemps 2008[7]. Quelques scènes ont été tournées à Montpellier et à Sète.
- Le film s'ouvre sur plusieurs plans de célèbres lieux de la ville de Nîmes, c'est un clin d'œil du réalisateur à l'acteur, car tous deux ont des attaches nîmoises et des lieux favoris… De même, dans plusieurs scènes certains objets ou affiches font référence à la ville (Affiche de Féria 2008…).
- Jacques Gamblin récupère un rôle initialement proposé à François Cluzet[6].